# Tibirke Bakker
Tibirke Bakker er et landskab mellem Tisvilde Hegn og Ellemose i Gribskov Kommune, Nordsjælland. Bakkerne består af store, bølgede moræneskråninger med græs, lyng, lidt trævækst og få huse. Bakkernes højeste punkt er  ”Udsigten”, 57 meter over havet, , og det hæver sig over Ellemosen mod syd og øst. I begyndelsen af 1900-tallet opførtes spredt sommerbeboelse i de dengang lyngklædte bakker, og billedkunstnere og forfattere som bl.a. Johannes V. Jensen søgte hertil.

Flere sommerhuse er tegnet af Ingrid Møller Dyggve.

## Landskabet
Tibirke Bakker er et gammel sommerhusområde anlagt på de flyvesandsklitter, der var resultatet af de sandflugtsperioder, Danmark har gennemlevet. Fra man begyndte at bekæmpe sandflugten, til man fik nogenlunde kontrol over sandet, gik der omkring 100 år.

## Plantelivet
Det sandede, kuperede område rummer stadig en del lyng og græs, men også træer. Det overdrevsagtige område har et rigt og mangfoldigt planteliv. Kornet stenbræk, mælkebøtte, hulkravet kodriver og knoldranunkel er blandet nogle af arterne.

## Dyrelivet
Der er flere fuglearter, der trives allerbedst på overdrevene. Hedelærken og rødrygget tornskade er blandt de karakteristiske overdrevsarter. Spurvehøg og musvåge yngler i Tibirke Bakker sammen med gråsisken, kærnebider og ravn.
I de mere våde fredninger Ellemosen og Holløse Bredning er ynglende atlingand, skeand, rørhøg, dobbeltbekkasin og pungmejse. I forbindelse med et naturgenopretningsprojekt er mosen blevet gjort mere fugtig. I den nu druknede buskvækst ses mange skarver.
Der er i 2009 blevet udsat bævere i Holløse Bredning.

## Naturfredning
75 hektar i Tibirke Bakker blev fredet i 1957. Senere er en række mindre områder omkring også fredet.